# Cambaxirra-das-rochas
A cambaxirra-das-rochas (Salpinctes obsoletus) é uma pequena espécie de ave canora da família dos trogloditídeos. É nativa do oeste da América do Norte e América Central. É a única espécie do gênero Salpinctes.

## Descrição

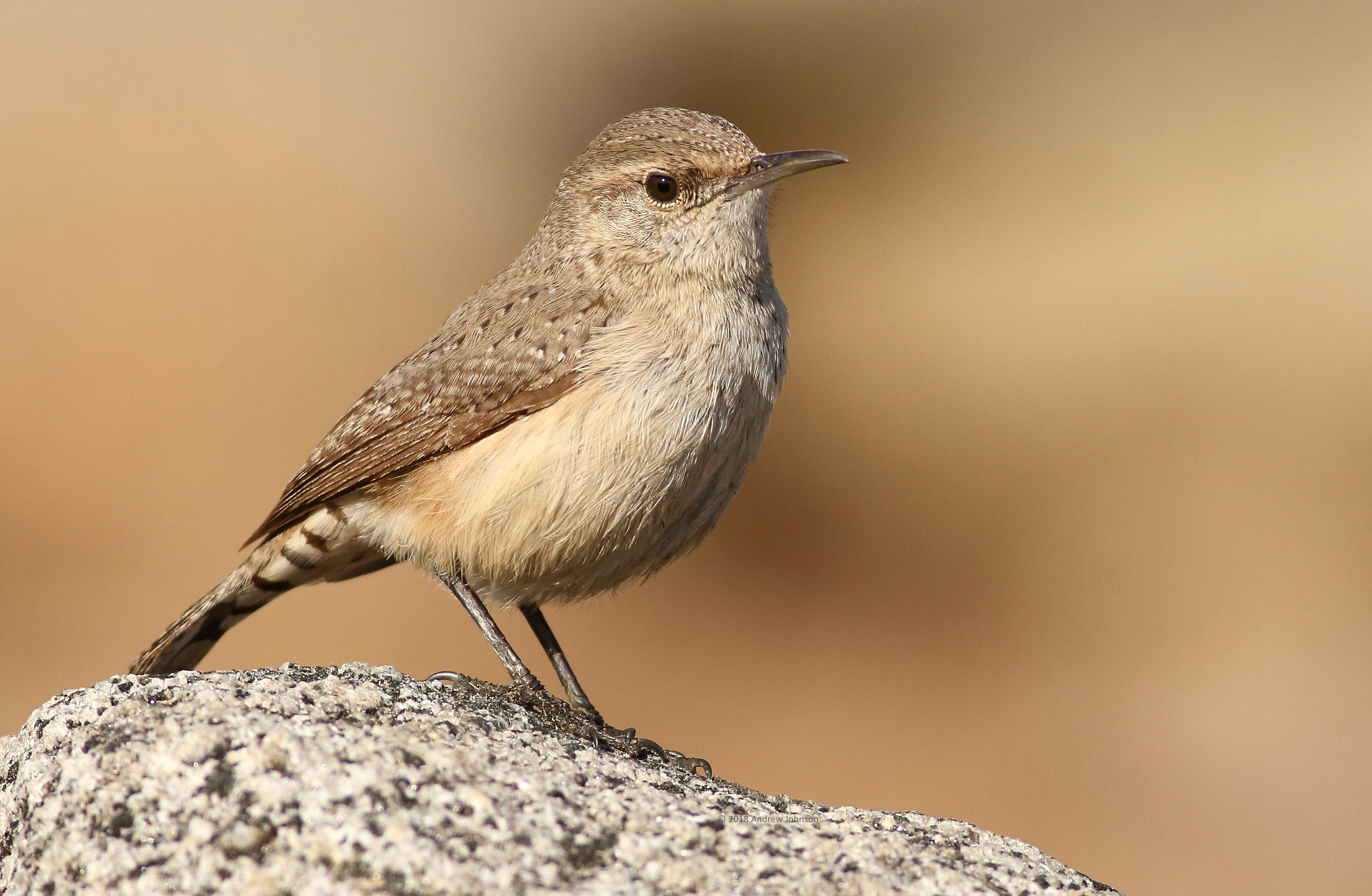
Uma cambaxirra-das-rochas na Califórnia

Medem aproximadamente 12-15 cm de comprimento, pesando entre 15-18 g e com uma envergadura média de 23 cm. Possuem a cabeça e o peito marrons-acinzentadas com pequenas manchas pretas e brancas, com a barriga cinza-clara e as costas marrom-escuro. Características distintivas adicionais incluem uma sobrancelha clara sobre o olho, um bico longo e levemente curvado, uma longa cauda barrada e pernas escuras. Forrageiam ativamente no chão. Alimentam-se principalmente insetos e aranhas. Seu canto é um trinado que se torna mais variado durante a época de nidificação. Essas aves são residentes no sul de sua área de distribuição, mas as populações do norte migram para áreas mais quentes durante o inverno. Podem aparecer como vagantes ocasionais no leste dos Estados Unidos. Durante a época de reprodução, se mudam para locais secos e rochosos, incluindo cânions, desde o sudoeste do Canadá ao sul da Costa Rica, para construir ninhos em uma fenda ou cavidade, geralmente entre rochas.

## Subespécies
As seguintes subespécies são reconhecidas:
- Salpinctes obsoletus guadeloupensis
- Salpinctes obsoletus obsoletus
- Salpinctes obsoletus tenuirostris
- Salpinctes obsoletus exul